# Johannes Zaagmans
Johannes Zaagmans (Utrecht, 14 oktober 1861 – Lochem, 9 oktober 1944) was een Nederlands componist, muziekpedagoog, militaire kapelmeester en fluitist. 
Hij was het vijfde kind van muzikant Jan Zaagmans en Dirkje van der Nooren. Hijzelf huwde op 29 oktober 1884 in Leeuwarden met Geertje van Calfsbeek. Zij overleed in 1918, in 1922 hertrouwde Zaagmans in Landsmeer met Elisabeth Hartog. 

## Levensloop
Zaagmans kreeg vanaf 1871 les voor viool bij Fassbinder en Jan Karel Eduard Koolhaas Aarinksen, dwarsfluit bij Johannes Morheé - toen onderkapelmeester van het achtste regiment Infanterie - en piano en harmonie bij Jean Imbert Nicolas Burnier aan de muziekschool in Arnhem. Hij werkte vanaf 1876 als fluitist in de Arnhemse Orkest Vereniging, toen onder leiding van Hendrik Arnoldus Meijroos. Korte tijd later was hij dirigent van het Israëlitisch mannenkoor Arnhem, waarmee hij kort daarnaar de viering van het vijfentwintigjarig bestaan van de Arnhemse Synagoge met enige godsdienstige liederen kon opluisteren.
Vanaf 1878 was hij als fluitist en violist in het Stafmuziekkorps van het 1e regiment Infanterie in Leeuwarden. In 1879 werd hij in Leeuwarden leraar voor viool aan de muziekschool.  In 1885 werd hij onderkapelmeester en - na het overlijden van kapelmeester Heinrich Wilhelm Sonneman - op 26 juni 1887 werd hij kapelmeester van de Militaire muziekkapel (Stafmuziek) van het 7e regiment Infanterie in Amsterdam. In 1887 verhuisde het gezin ook naar Amsterdam. In deze periode studeerde hij bij Bernard Zweers contrapunt en fuga. 
De stafmuziek van het 7e regiment Infanterie genoot onder zijn leiding een grote populariteit. In 1901 heeft dit muziekkorps onder leiding van Haagmans een langspeelplaat met diverse Nederlandse marsen opgenomen.  Hij verzorgde concerten in parken en concertzalen zoals in de dierentuin Natura Artis Magistra (Artis), de Vondelpark, in het Paleis voor Volksvlijt, in het Theater Bellevue, het jaarlijkse Bal ten Hove te Amsterdam en in het in 1859 door Willem Springer gebouwde Tolhuis. Op 26 juni 1907 tot zijn 20e verjaardag als kapelmeester van dit militair orkest, vond in het Tolhuis in Amsterdam een feestconcert plaats. Zaagmans speelde met zijn muziekkorps ook op tal van plaatsen buiten de hoofdstad. Toen hij in 1912 gepensioneerd werd, vestigde hij zich in Zeist als muziekleraar.  In Zeist was hij dirigent van diverse muziek- en zangverenigingen. In 1923 vertrok hij naar het Gelderse Lochem. Ook daar was hij dirigent van diverse muziek- en zangverenigingen. 
Alhoewel hij een groot aantal van vocale werken gecomponeerd heeft, is hij als componist vooral bekend voor zijn Defileermarsch van het 7e Regiment-Infanterie van die Adrianus Cornelis van Leeuwen er later een bewerking voor harmonie- of fanfareorkest van maakte.

## Composities

### Werken voor harmonie- of fanfareorkest
- Defileermarsch van het 7e Regiment-Infanterie "Kees, d'r komt de nachtwacht an", voor harmonie- of fanfareorkest[6]
- Wilhelmina Marsch

### Vocale muziek

#### Werken voor koor
- 1936 Avond-liedeke, voor driestemmig vrouwenkoor, op. 97 - tekst: Alice Nahon[7]
- Als de ziele luistert, voor gemengd koor, op. 66 - tekst: Guido Gezelle
- Gij badt op eenen berg alleen, voor gemengd koor, op. 73 - tekst: Guido Gezelle
- Grafzang, voor mannenkoor, op. 8
- Heer, mijn hert is boos en schuldig, voor gemengd koor, op. 65
- Het viooltje, voor gemengd koor a capella
- Ik ben van den buiten, voor mannenkoor, op. 61 - tekst: René de Clerq
- Liedje, voor gemengd koor, op. 59 - tekst: Carel Steven Adema van Scheltema
- Sterretje, sterretje, hoog in de lucht, voor tweestemmig kinderkoor, op. 72 - tekst: Wilma
- Watersport, voor gemengd koor, op. 34 - tekst: C.A.M.

### Kamermuziek
- Avond-liedeke, voor vier klarinetten

### Werken voor piano
- 1905 Douleur d'amour, valse lente, op. 21
- Defileermarsch van het 7e Regiment-Infanterie "Kees, d'r komt de nachtwacht an", voor piano